# پترو پروشنکو
پترو اولکسیویچ پروشنکو (به اوکراینی: Петро Олексійович Порошенко) و (به انگلیسی: Petro Poroshenko) (زاده ۲۶ سپتامبر ۱۹۶۵ در بولهراد) سیاستمدار،بازرگان و میلیاردر مشهور اوکراینی و رئیس‌جمهور سابق اوکراین است که در انتخابات ریاست جمهوری سال ۲۰۱۹ از زلنسکی شکست خورد.
پروشنکو از ۲۰۰۹ الی ۲۰۱۰ به عنوان وزیر امور خارجه در دولت اوکراین منصوب بوده، و به عنوان وزیر تجارت و توسعه اقتصادی در سال ۲۰۱۲ عضو کابینه بوده‌است. او همچنین از سال‌های ۲۰۰۷ الی ۲۰۱۲ سمت ریاست شورای بانک ملی اوکراین را بر عهده داشته‌است.
علاوه بر کارهای دولتی، پروشنکو به فعالیت در صنعت شیرینی‌سازی می‌پردازد و از او در این صنعت به لقب «پادشاه شکلات» یاد می‌کنند، هرچند که او به فعالیت‌های اقتصادی مختلف دیگری در صنایعی مانند اتومبیل‌سازی و کشتی‌سازی نیز مشغول است. در سال ۲۰۱۲ مجله فوربس نام او را با یک میلیارد دلار ثروت به عنوان هفتمین مرد ثروتمند اوکراین و در در رتبه ۱۱۵۳ در فهرست ثروتمندان جهان قرار داد. او مالک یک شبکه تلویزیونی به نام «کانال ۵» نیز می‌باشد.
او در تاریخ ۲۵ مه ۲۰۱۴ با بیش از ۵۵ درصد آرا در دور اول انتخابات به عنوان رئیس‌جمهور اوکراین برگزیده شد و در انتخابات ۲۰۱۹ از زلنسکی(کمدین مشهور) شکست خورد. وی مالک شرکت کوزنیا می‌باشد.